# Combat de Saint-M'Hervé (1795)
Chouannerie
Le Combat de Saint M'Hervé fut une embuscade tendue par les Chouans aux Républicains en 1795, pendant la Chouannerie. Un autre combat de Saint-M'Hervé se déroula en 1796.

## Prélude
Les Chouans tentaient d'imposer un blocus à la ville de Vitré, et celle-ci commençait à manquer de vivres. Le général républicain Jean Humbert qui commandait la place résolut de faire une sortie pour approvisionner la ville en grains. Les Chouans commandés par Toussaint du Breil de Pontbriand avaient récemment tendu une embuscade victorieuse dans la forêt du Pertre lors du combat la Gravelle, ils avaient en outre pris Dourdain. Toutefois, Humbert apprit qu'après ces combats, Pontbriand avaient licencié sa troupe et que tous les Chouans étaient dispersés chez eux. Il décida alors d'en profiter, il réunit 800 hommes et arriva dans la soirée, à 22 heures, à La Chapelle-Erbrée. Le capitaine chouan de la commune Julien Genoueil, dit Farraud alla alors prévenir Pontbriand qui était au village de Lansiquères, et l'avertit que les Républicains avaient l'intention de se rendre le lendemain à Saint-M'Hervé. Pontbriand passa alors la nuit à réunir le plus d'hommes possible, mais ne put en rassembler que 20. Ne voulant pas laisser les Républicains entrer dans une paroisse dans laquelle ils n'avaient plus parus depuis une année, il décida de livrer un baroud d'honneur et se posta avec ses hommes devant un petit pont près de La Chapelle-Erbrée, sur la route de Saint-M'Hervé.

## Le combat
L'avant-garde républicaine, forte de 50 hommes parut bientôt et le combat s'engagea. Humbert ne soupçonna toutefois pas le faible nombre des Chouans et tandis que l'avant-garde soutenait le combat il fit traverser la rivière à un groupe de 300 hommes afin de prendre l'ennemi à revers. Mais Pontbriand fut averti de ce mouvement par une habitante des environs et prit la fuite avec ses hommes, poursuivi par les Républicains sur une distance de 3 km. Les Républicains avaient eu 2 morts, les Chouans n'avaient perdu personne.
Jean Humbert put donc gagner Saint-M'Hervé pour procéder à la réquisition des blés. Mais la commune étant acquise aux Chouans, les paysans avaient dispersé leurs bœufs, caché leurs harnois et démonté leurs charrettes, si bien qu'un temps précieux fut perdu et que le convoi ne fut prêt qu'à trois heures de l'après-midi. Pontbriand mit ce temps à profit pour rassembler d'autres troupes et put réunir 90 hommes. Les Chouans gagnèrent Saint-M'Hervé et s'embusquèrent dans les jardins d'un faubourg qui dominait un chemin creux par lequel les Républicains devaient passer pour regagner Vitré. Humbert arriva ensuite en tête de sa troupe, accompagné de 12 cavaliers, les Chouans le laissèrent passer, ainsi que le gros de troupes républicains. Mais quand les chariots parurent, les Chouans firent feu sur les charrettes et l'arrière-garde et poussèrent des grands cris pour effrayer l'ennemi et tout en dissimulant leur faible nombre grâce à l'obscurité. Les Républicains ne répliquèrent même pas et prirent la fuite, se culbutant les uns les autres, ils n'eurent pourtant aucun tué, seulement 7 à 8 blessés. Les Chouans se saisirent ensuite des chariots et les reconduisirent à Saint-M'Hervé. Humbert qui croyait toujours avoir affaire à une troupe nombreuse regagna Vitré avec toute sa troupe et fit fermer les portes de la ville.

## Carte des environs
Carte des lieux

## Note
1. 1 2 3 4  Chiffres de Toussaint du Breil de Pontbriand (Chouan)
2. ↑  L'abbé Collin, surnommé Petit-Gilles, prêtre réfractaire de La Chapelle-Erbrée se trouvait dans la maison qu'occupait le Jean Humbert dans le bourg. Lorsque celui-ci était arrivé, il n'avait pas eu le temps de fuir, et il coucha dans un petit réduit séparé par une simple cloison du lit où Humbert passa la nuit.
Christian Le Boutellier, La Révolution dans le Pays de Fougères, Société archéologique et historique de l'arrondissement de Fougères, 1989